# Loigny-la-Bataille
Loigny-la-Bataille é uma comuna francesa na região administrativa do Centro, no departamento Eure-et-Loir. Estende-se por uma área de 17,8 km². Em 2010 a comuna tinha 214 habitantes (densidade: 12 hab./km²).